# Armand Blackmar
Armand Edward Blackmar (ur. 30 maja 1826, zm. 28 października 1888) – amerykański szachista amator, założyciel klubu szachowego w Nowym Orleanie.
W historii szachów zapisał się jako wynalazca gambitu 1.d4 d5 2.e4 de4 3.f3, obecnie zwanego gambitem Gedulta. W udoskonalonej postaci (3.Sc3 Sf6 4.f3) jest on dziś znany jako gambit Blackmara-Diemera.